# 大林村
大林村（おおばやしそん）は、広島県安佐郡にあった村。現在の広島市安佐北区大林町・大林にあたる。

## 地理
- 河川 ： 根谷川
- 山岳 ： 押手山、備前坊山

## 歴史
- 1889年（明治22年）4月1日 - 町村制の施行により、近世以来の高宮郡大林村が単独で自治体を形成。
- 1898年（明治31年）10月1日 - 所属郡が安佐郡に変更。
- 1955年（昭和30年）3月31日 - 可部町・亀山村・三入村と合併して可部町が発足。同日大林村廃止。

## 交通

### 道路
- 二級国道182号（現・国道54号）